# Ali bin Hussein
Ali bin Hussein (en árabe: علي بن الحسين) GBE (1879-1935) fue el Rey del Hiyaz y Jerife de La Meca desde el 3 de octubre de 1924 hasta el 19 de diciembre de 1925. Él era el hijo primogénito de Hussein ibn Ali, Jerife de La Meca y el primer rey moderno del Hiyaz, y un miembro de la dinastía hachemí. Tras el reinado de su padre, él también se convirtió en el heredero del título de califa, pero no adoptó la sede califal ni utilizó dicho estilo protocolario.

## Biografía
El hijo mayor de Hussein, Ali bin Hussein nació en La Meca, entonces en el Emirato de Nejd, y fue educado en el Ghalata Serai College (Escuela Galatasaray) en Estambul (Constantinopla). Su padre fue nombrado Jerife de La Meca por el Imperio otomano en 1908. Sin embargo, su relación con los jóvenes turcos en el control del Imperio se tornó cada vez más tensa, y, en 1916, se convirtió en uno de los líderes de la rebelión árabe contra el dominio turco. Tras el éxito de la rebelión, Hussein se hizo el primer rey del Hiyaz, con el apoyo británico. Mientras sus hijos Abdalá y Faisal se hicieron reyes de Jordania y Irak, respectivamente, Ali siguió siendo el heredero de las tierras de su padre en Arabia.

## Fin del Reino de Hiyaz
El Rey Hussein pronto se vio envuelto en un enfrentamiento con la Casa de Saud, con sede en Riad. Después de las derrotas militares de la Casa de Saud, el Rey Hussein renunció a todos sus títulos seculares en favor de Ali el 3 de octubre de 1924 (Hussein se había concedido anteriormente a sí mismo el título religioso del califa en marzo de ese año). En diciembre del año siguiente, las fuerzas saudíes invadieron finalmente Hiyaz, que finalmente se incorporó al Reino de Arabia Saudí. Ali y su familia huyeron a Irak.
Ali bin Hussein murió en Bagdad, Irak, en 1935. Tuvo cuatro hijas y un hijo, 'Abd al-Ilah, quien se convirtió en el regente del Reino de Irak durante la minoría del rey Faysal II.

## Matrimonio y descendencia
En 1906 se casó con Nafissa Khanum (1886-1958), segunda hija de Abdalá bin Mohamed, Bajá, Jerife y Emir de La Meca. La ceremonia tuvo lugar en Yeniköy, Bósforo. Fue su única esposa. Tuvieron un hijo y cuatro hijas:
- Su Alteza Real la Princesa Khadija Abdiya - nacida en 1907 - murió 14 de julio de 1958.
- Su Alteza Real la Princesa Aliya - nacida en 1911 - murió el 21 de diciembre de 1950, se casó con su primo hermano, Gazi I, Rey de Irak, llegando a convertirse en Su Majestad la Reina Aliya de Irak.
- Su Alteza Real el Príncipe Heredero 'Abd al-Ilah - nacido el 14 de noviembre de 1913 - murió el 14 de julio de 1958, se casó tres veces; primero con Melek el-Din Fauzi en 1936, se divorció en 1940, y luego con Faiza Al-Tarabulsi en 1948, se divorció en 1950 y finalmente con Hiyam 'Abdu'l- Ilah en 1958.
- Su Alteza Real la Princesa Badiya - nacida en junio de 1920 - murió el 9 de mayo de 2020, se casó con el Jerife Hussein bin Ali.
- Su Alteza Real la Princesa Jalila - nacida en 1923 - murió el 28 de diciembre de 1955, se casó con el Jerife Dr. Ahmad Sharif Hazim Bey.

Su esposa fue asesinada por los militares el 14 de julio de 1958.

## Títulos y tratamientos
Esta tabla aún no está actualizada. Puedes contribuir aportando información sobre títulos y tratamientos de esta persona.

## Distinciones honoríficas
- Caballero Gran Cordón de la Suprema Orden del Renacimiento (Reino Hachemita de Jordania, 1917).
- Medalla del Reino del Hiyaz (Reino Hachemita del Hiyaz, 1918).
- Caballero Gran Cruz de la Excelentísima Orden del Imperio Británico (Reino Unido, 11/03/1920).
- Medalla de la Independencia de Arabia (Reino Hachemita del Hiyaz, 1921).
- Caballero Gran Cordón de la Orden de la Independencia (Reino Hachemita de Jordania, 1921).
- Caballero Gran Cruz de la Orden de los Dos Ríos (Reino Hachemita de Irak, 1922).
- Caballero Gran Cordón de la Orden de Leopoldo (Reino de Bélgica, 15/03/1930).
- Caballero Gran Collar de la Orden de los Hachemitas (Reino Hachemita de Irak, 1932).
- Caballero Gran Cruz de la Orden de Faisal I (Reino Hachemita de Irak, 1933).

## Ancestros
|  |                                                                                  |  |  |  |  |  |  |  |  |  |  |  |  |  |  |  |
|  | 16. Jerife Abdul Muin bin Aun (= 24)                                             |  |  |  |  |  |  |  |  |  |  |  |  |  |  |  |
|  |                                                                                  |  |  |  |  |  |  |  |  |  |  |  |  |  |  |  |
|  |                                                                                  |  |  |  |  |  |  |  |  |  |  |  |  |  |  |  |
|  | 8. Emir Muhammad III bin Abdul Muin al-Aun, Gran Jerife y Emir de La Meca (= 12) |  |  |  |  |  |  |  |  |  |  |  |  |  |  |  |
|  |                                                                                  |  |  |  |  |  |  |  |  |  |  |  |  |  |  |  |
|  |                                                                                  |  |  |  |  |  |  |  |  |  |  |  |  |  |  |  |
|  | 4. Ali Bey, Jerife de La Meca                                                    |  |  |  |  |  |  |  |  |  |  |  |  |  |  |  |
|  |                                                                                  |  |  |  |  |  |  |  |  |  |  |  |  |  |  |  |
|  |                                                                                  |  |  |  |  |  |  |  |  |  |  |  |  |  |  |  |
|  | 2. Hussein bin Ali, Jerife de La Meca                                            |  |  |  |  |  |  |  |  |  |  |  |  |  |  |  |
|  |                                                                                  |  |  |  |  |  |  |  |  |  |  |  |  |  |  |  |
|  |                                                                                  |  |  |  |  |  |  |  |  |  |  |  |  |  |  |  |
|  | 10. Jeque Gharam al-Shahar                                                       |  |  |  |  |  |  |  |  |  |  |  |  |  |  |  |
|  |                                                                                  |  |  |  |  |  |  |  |  |  |  |  |  |  |  |  |
|  |                                                                                  |  |  |  |  |  |  |  |  |  |  |  |  |  |  |  |
|  | 5. Jequesa Salha bint Gharam al-Shahar                                           |  |  |  |  |  |  |  |  |  |  |  |  |  |  |  |
|  |                                                                                  |  |  |  |  |  |  |  |  |  |  |  |  |  |  |  |
|  |                                                                                  |  |  |  |  |  |  |  |  |  |  |  |  |  |  |  |
|  | 1. Rey Ali del Hiyaz                                                             |  |  |  |  |  |  |  |  |  |  |  |  |  |  |  |
|  |                                                                                  |  |  |  |  |  |  |  |  |  |  |  |  |  |  |  |
|  |                                                                                  |  |  |  |  |  |  |  |  |  |  |  |  |  |  |  |
|  | 24. Jerife Abdul Muin bin Aun (= 16)                                             |  |  |  |  |  |  |  |  |  |  |  |  |  |  |  |
|  |                                                                                  |  |  |  |  |  |  |  |  |  |  |  |  |  |  |  |
|  |                                                                                  |  |  |  |  |  |  |  |  |  |  |  |  |  |  |  |
|  | 12. Emir Muhammad III bin Abdul Muin al-Aun, Gran Jerife y Emir de La Meca (= 8) |  |  |  |  |  |  |  |  |  |  |  |  |  |  |  |
|  |                                                                                  |  |  |  |  |  |  |  |  |  |  |  |  |  |  |  |
|  |                                                                                  |  |  |  |  |  |  |  |  |  |  |  |  |  |  |  |
|  | 6. Abdullah Kamil Pasha, Gran Jerife de La Meca                                  |  |  |  |  |  |  |  |  |  |  |  |  |  |  |  |
|  |                                                                                  |  |  |  |  |  |  |  |  |  |  |  |  |  |  |  |
|  |                                                                                  |  |  |  |  |  |  |  |  |  |  |  |  |  |  |  |
|  | 3. Abdiya bint Abdullah, Jerifa de La Meca                                       |  |  |  |  |  |  |  |  |  |  |  |  |  |  |  |
|  |                                                                                  |  |  |  |  |  |  |  |  |  |  |  |  |  |  |  |
|  |                                                                                  |  |  |  |  |  |  |  |  |  |  |  |  |  |  |  |
|  | 7. Bazmi Jahan Khanum                                                            |  |  |  |  |  |  |  |  |  |  |  |  |  |  |  |
|  |                                                                                  |  |  |  |  |  |  |  |  |  |  |  |  |  |  |  |
|  |                                                                                  |  |  |  |  |  |  |  |  |  |  |  |  |  |  |  |

| Predecesor: Hussein ibn Ali | Rey del Hiyaz 3 de octubre de 1924 - 19 de diciembre de 1925            | Sucesor: Reino de Arabia Saudí |
| Predecesor: Hussein ibn Ali | Jerife y Emir de La Meca 3 de octubre de 1924 - 19 de diciembre de 1925 | Sucesor: Reino de Arabia Saudí |